# محطة الوازيس
محطة الوازيس هي محطة قطار تقع في حي الوازيس بمدينة الدار اليضاء المغربية. ولقد شهدت ازديادا كبيرا في الحركة في السنوات الأخيرة.

## تاريخ
المحطة المجددة افتتحت يوم 4 يناير 2005 بعد أشغال مهمة للتجديد استغرقت 12 شهرا، واستثمر المكتب الوطني للسكك الحديدية بمبلغ يصل إلى 13 مليون درهم  هذا التجديد يهدف إلى تخفيف الاكتظاظ في محطتي الدار البيضاء الميناء والمسافرين.